# گوسپودینتسی
گوسپودینتسی (به بلغاری: Gospodintsi) یک منطقهٔ مسکونی در بلغارستان است که در شهرستان گوتسه دلچو واقع شده‌است.
 گوسپودینتسی ۱۳٫۳۵۳ کیلومتر مربع مساحت و ۴۸۹ نفر جمعیت دارد و ۵۶۰ متر بالاتر از سطح دریا واقع شده‌است.